# QNAP 시스템즈
QNAP 시스템즈(QNAP Systems, Inc., 중국어: 威聯通科技)는 파일 공유, 가상화, 스토리지 관리 및 감시 애플리케이션에 사용되는 네트워크 결합 스토리지(NAS) 어플라이언스를 전문으로 하는 대만 기업이다. 대만 신베이시 시즈구에 본사를 둔 QNAP는 16개국에 지사를 두고 있으며 전 세계적으로 1000명 이상의 직원을 고용하고 있다.
QNAP는 2011년부터 인텔 인텔리전스 시스템즈 얼라이언스(Intelligent Systems Alliance)의 회원이다.

## 회사 연혁
QNAP는 원래 대만에 위치한 산업용 컴퓨팅 서비스 제공업체인 IEI Integration Corporation 내의 부서로 존재했다. 2004년에 QNAP 시스템즈는 별도의 회사로 분리되었다.

## 같이 보기
- 대만의 기업 목록